# Dario Salvatori
Dario Salvatori (Roma, 25 novembre 1951) è un giornalista, critico musicale, conduttore radiofonico e scrittore italiano, oltreché responsabile artistico del patrimonio sonoro della Rai. Fa parte, sin dal battesimo di Fernanda Pivano e Fabrizio De André, della Commissione Direttiva del Premio Lunezia.

## Biografia

### Gli esordi
È un personaggio radiotelevisivo che deve alla coppia Renzo Arbore - Gianni Boncompagni il lancio nel mondo dello spettacolo. Apparve come spettatore già nelle trasmissioni "cult" radiofoniche, dedicate ai giovani, mandate in onda verso la fine degli anni sessanta come ad esempio Bandiera gialla, nella quale i figuranti dovevano rumorosamente esprimere il gradimento nei confronti delle canzoni selezionate per una gara canora.

### Televisione
Partecipò, nello stesso periodo e sempre come figurante, alla trasmissione televisiva Per voi giovani; in questa occasione il pubblico in sala poteva effettuare alcune domande agli ospiti presenti in studio, e lui stesso ha ricordato, di recente, dai microfoni della Rai l'aneddoto del suo esordio come "interlocutore musicale" durante il quale pose alcuni quesiti e formulò alcune critiche incisive nei confronti di Gianni Morandi. Verso la fine degli anni settanta entrò nel cast della trasmissione di Rai 2 L'altra domenica, un originale contenitore di intrattenimento e di spettacolo, alternativo rispetto allo standard tradizionale.
Nel 1976 condusse la trasmissione Scena contro scena in Rai.
La popolarità arrivò nel 1985 grazie alla partecipazione fissa alla trasmissione ideata da Renzo Arbore Quelli della notte. In questa occasione gli venne ritagliato uno spazio su misura per le sue conoscenze, poiché ricoprì il ruolo di un esperto, sui generis, di argomenti artistico-culturali, immerso in un'atmosfera grottesca e umoristica. Come opinionista e critico musicale e di costume ha partecipato a numerose trasmissioni quali Domenica in e a quasi tutti i talk-show presenti nel palinsesto televisivo. Nel 1988 apparve nel film Rimini Rimini - Un anno dopo nel ruolo del disc jockey Max Vermiglio, personaggio che fungeva da filo conduttore tra i vari episodi in cui è divisa la pellicola.
Nella primavera del 1993 condusse su Tmc il programma Rock Notes sulla storia del rock. Ideò, nella seconda metà degli anni novanta, una trasmissione monografica musicale, chiamata Famosi per 15 minuti, il cui titolo deve l'ispirazione ad una nota affermazione di Andy Warhol. In ogni puntata Salvatori descriveva, nel lasso di tempo indicato dal titolo, la carriera musicale di un artista prescelto, con almeno 3 o 4 videoclip, oltre ad aneddoti e curiosità. Durante gli anni Ottanta ha anche ideato e condotto il programma televisivo erotico Excelsior Made in Italy, affiancato da Ramba e per la regia di Umberto Boserman, in onda sull'emittente romana Nuova Teleregione e su quella padovana Teleuropa. Nel 2009 ha condotto il varietà televisivo di Rai 2 Secondo canale.

### Musica
Con Roberto D'Agostino, Massimo Buda, Gianfranco Giagni, Alberto Dentice e Paolo Zaccagnini forma il complesso Tina & The Italians, che ottiene un buon successo con E adesso te ne puoi andar, cover di un successo di Dusty Springfield.

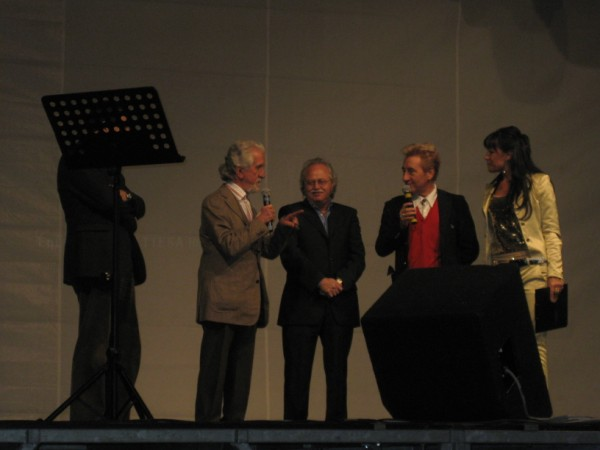
Elvio Monti, Silvano Chimenti, Dario Salvatori e Floriana Rignanese durante la manifestazione Omaggio a Pino Rucher, una vita per la chitarra tenutasi a Manfredonia

Il 5 ottobre 2008 ha partecipato come presentatore al memorial di Pino Rucher (chitarrista Rai) a 12 anni dalla sua morte. La manifestazione è stata patrocinata dal Comune di Manfredonia e dalla Provincia di Foggia.

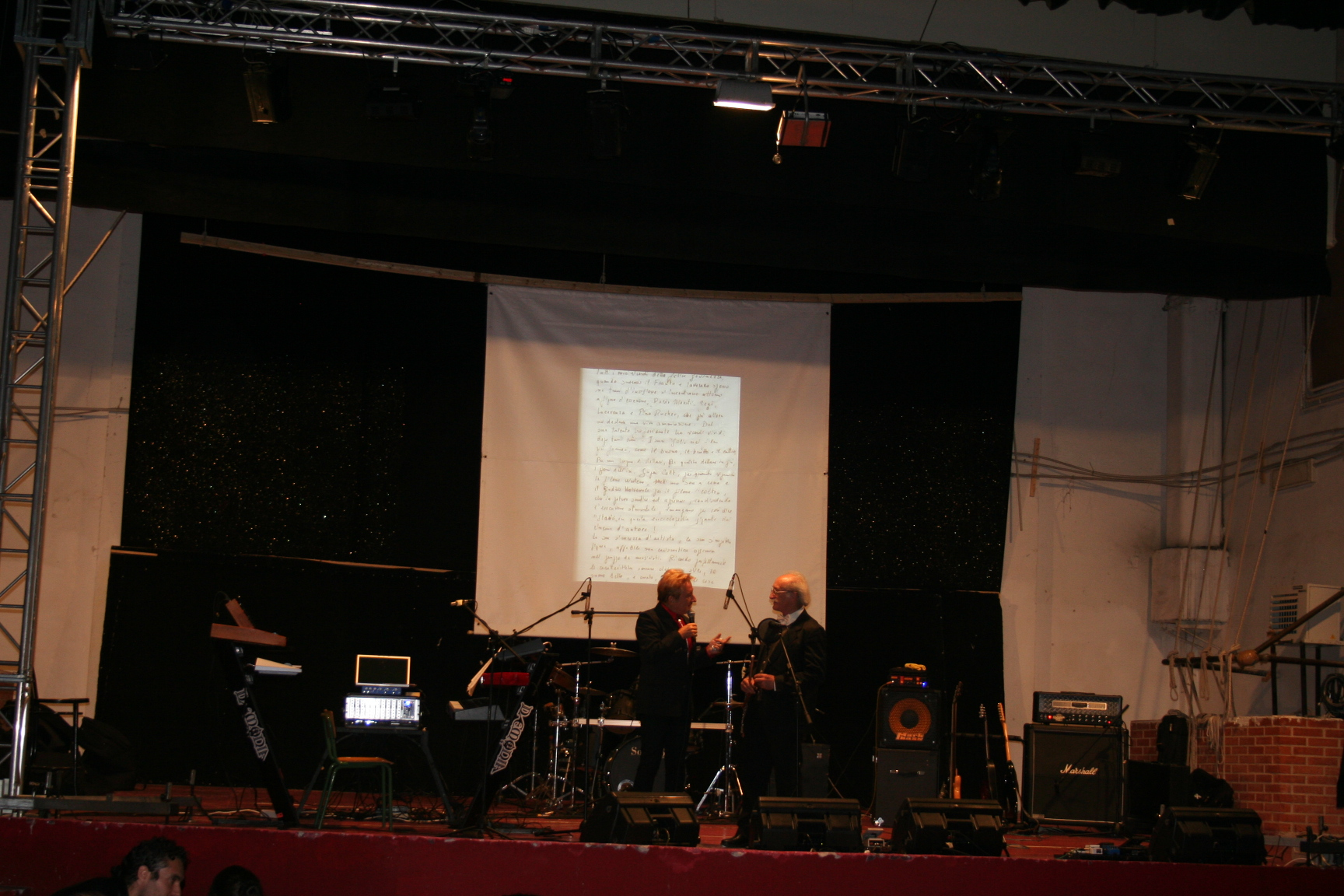
Musica da film-tributo a Pino Rucher. Dario Salvatori annuncia il compositore e direttore d'orchestra Nicola Samale.

Inoltre, il 16 ottobre 2010 ha partecipato anche alla manifestazione Musica da film-tributo a Pino Rucher. La manifestazione è stata patrocinata dai Comuni di San Nicandro Garganico e di Manfredonia.

### Radio
Attualmente collabora con RadioScrigno, nel ruolo di "Responsabile Artistico". Non si tratta di trasmissione di intrattenimento tradizionale, bensì di un tentativo di riscoprire e di valorizzare il patrimonio sonoro-culturale della Rai, composto quindi non solo di reperti musicali, ma anche di documenti sonori, interviste, frammenti storici, ovviamente legati al mondo dello spettacolo e alla cultura radiofonica in generale.
Questo compito già negli anni novanta era stato anticipato dal conduttore con alcune trasmissioni di fascia serale come ad esempio le Indimenticabili, durante le quali venivano riproposti brani di musica riguardanti tutto il Novecento, presentati con descrizioni storiche che inquadravano l'atmosfera del tempo, gli impulsi creativi dei compositori, le tendenze artistiche, in studio la cantante Aura D'Angelo.
È inoltre co-presentatore della trasmissione Hit Story, in onda su Rai Radio 2 tutti i sabati e le domeniche insieme a Tiberio Timperi: questo programma, in onda dalle 14.30 alle 15.30, ripercorre oltre cinquant'anni di musica italiana e straniera. Dal 7 gennaio 2019 è tra i conduttori della trasmissione radiofonica Il Mattino di Radio1, in onda dal lunedì al venerdì su Rai Radio 1 dalle 5 alle 7.

### Stampa
Numerose sono le sue collaborazioni, riguardanti sempre l'ambito dello spettacolo e dei costumi sociali; tra le più significative ricordiamo quelle con: Il Messaggero, Corriere della Sera, La Voce, Il Giornale, Il Tempo, L'Espresso, Panorama, L'Europeo, Ciao 2001, Rockstar, Popstar, Il Monello, Controcampo. Dirige il mensile "Be Magazine" e dal febbraio 2010 cura la rubrica Music-Book Station sui libri musicali per il freepress di musica e cultura moderna Ubix. Dirige dal 2012 la rivista Nuovo Ciao Amici che torna dopo decenni, nella redazione sono presenti tra gli altri: Claudio Scarpa, Francesco Quaglia, Luciano Ceri, Luca Botto, Michele Bovi, Marcello De Dominicis e Marcella Noto.

## Opere
L'elenco completo dei libri scritti da Dario Salvatori è presente nell'elenco sottostante. Molto importante la sua collaborazione con Luigi Granetto e con la sua Casa Editrice Lato Side con la quale pubblicò importanti biografie e il suo contributo alla stesura della Enciclopedia Treccani per quanto riguarda alcune voci musicali, come Rock e Jazz.

### Guide
- Roma alternativa. [Spazi di libertà. Dove come quando], con Silvio Rossi e Claudio Marras, Milano, SugarCo, 1975.
- I grandi dischi del rock. 99 schede commentate e illustrate per una discoteca di base e tutti i dati degli altri 901 dischi che bisogna avere, Roma, Gremese, 1985. ISBN 88-7605-219-4.
- Controdizionario della TV. Vita, nefandezze e frasi celebri dei più amati divi televisivi, Milano, A. Mondadori, 1993. ISBN 88-04-37246-X.

### Saggi
- Contro l'industria del rock, Roma, La nuova sinistra, 1973.
- Folkstudio Story, Torino, Studio Forma, 1981.
- Tu vuo' fa' l'americano. La vicenda dei grandi italo-americani da Frank Sinatra a Madonna, Napoli, T. Pironti, 1995. ISBN 88-7937-153-3.
- Il cafè-chantant a Roma. Canzoni, soubrettes e comici di una grande stagione dello spettacolo, Roma, Newton Compton, 1996.
- Sanremo 50. La vicenda e i protagonisti di mezzo secolo di festival della canzone, Roma, Rai-Eri, 2000. ISBN 88-397-1089-2.
- Dizionario delle canzoni italiane, Roma, Elle U Multimedia, 2001. ISBN 88-88169-01-6.
- Music power. Dalla musica ribelle alla musica industriale, Roma, Malatempora, 2002. ISBN 88-8425-012-9.
- Il grande dizionario della canzone italiana, Milano, Rizzoli, 2006. ISBN 88-17-01284-X.
- Rock around the clock. La rivoluzione della musica, Roma, Donzelli, 2006. ISBN 88-603-6091-9.
- Che canti! [Il mito di Ernesto Guevara nella musica], con Paola De Simone, San Cesario di Lecce, Manni, 2007. ISBN 978-88-8176-948-3.
- L'angelo dalla faccia sporca. Goal e guai di Valentin Angelillo, San Cesario di Lecce, Manni, 2009. ISBN 978-88-626-6155-3.
- Rhythm changes. Scritti di modernariato musicale, Ventimiglia, Philobiblon, 2009. ISBN 978-88-88591-46-9.

### Biografie
- Jimi Hendrix, Roma, Lato Side, 1980.
- Renato Zero, con Arpad Kertesz, Roma, Gremese, 1980; 1998. ISBN 88-7742-319-6.
- Bessie Smith. La regina del blues. Canzoni, Roma, Lato Side, 1981.
- Jim Morrison, Roma, Lato Side, 1981.
- Julio Iglesias, Roma, Lato Side, 1981.
- Franco Battiato. Le canzoni, il personaggio e la musica, con Ernesto Bassignano, Piergiuseppe Caporale e Augusto Veroni, Roma, Anthropos, 1983.
- Elvis, Roma, Gallo, 1985.
- Sting, Roma, Gremese, 1986. ISBN 88-7605-253-4.
- La vera storia di Adriano Celentano, Roma, Gremese, 1998. ISBN 88-7742-169-X.
- Le petit inédit de Johnny Hallyday, Roma, Gremese, 1998. ISBN 88-7301-248-5.
- Le mythe de Claude François, Roma, Gremese, 1998. ISBN 88-7301-250-7.

### Reference
- Enciclopedia Pop, Mauro Radice - Prefazione - Celuc Libri, Aprile 1976, Milano
- Venticinque anni di Hit Parade in Italia, Milano, A. Mondadori, 1982.
- Storia dell'hit parade, Roma, Gremese, 1989. ISBN 88-7605-439-1.
- 40 anni di hit parade italiana. Le canzoni, gli interpreti, i record e le curiosità di tutte le classifiche dal 1957 a oggi, Firenze, Tarab, 1999. ISBN 88-86675-55-0.
- Di tutto un pop, con la collaborazione di Timisoara Pinto, Roma, Adnkronos, 2001. ISBN 88-7118-119-0.
- Vinilici. La passione per il disco, a cura di Nicola Iuppariello, Editrice Zona, 2013 ISBN 978-88-6438-346-0

### Costume e società
- Renzo Arbore presenta Quelli della notte, con Renzo Arbore, Massimo Catalano, Roberto D'Agostino, Maurizio Ferrini, Nino Frassica, Marisa Laurito, Andy Luotto e Simona Marchini, Milano, A. Mondadori, 1985.
- Rock-a-porter. 30 anni di mode rock spiegate ai genitori, con Roberto D'Agostino, Roma, Gremese, 1985. ISBN 88-7605-232-1.